# Anders Jerichow
Anders Jerichow (født 27. juli 1956) er en dansk journalist og kronikredaktør på Politiken.

## Baggrund og tidlig karriere
Anders Jerichow er af finsk-jødisk afstamning på sin mors side. Han er gift med journalist Rie Jerichow med hvem han har to børn.
Uddannet journalist 1981 fra Danmarks Journalisthøjskole, hvorefter han fra 1982 til 1993 arbejdede som journalist og udenrigsredaktør på Weekendavisen. I 1993 skiftede han til Politiken, hvor han arbejdede som udlandsredaktør indtil 1998. I 1998 blev han ansvarshavende chefredaktør og direktør på avisen Aktuelt, indtil avisen lukkede i 2001. I 2002 vendte han efter et få måneders ophold som chefredaktør på dagbladet Information tilbage til Politiken, hvor han har været udenrigspolitisk kommentator siden 2002 og siden da kronikredaktør og lederskribent. Han har desuden været kursusleder på den Den Journalistiske Efteruddannelse siden 1997.

## Tillidshverv
- Medlem af bestyrelsen for Dansk PEN (1994-98) og fra 2003, Formand sammesteds (2004-).
- Medlem af bestyrelsen for Danske Dagblades Forening og Ritzau (1998-01)

Medlem af PL-fondet (1999-);
Det Internationale Pressecenter (1999-); den Danske UNESCO-Nationalkommissions kommunikationsudvalg (2000-); Udenrigsministeriets Råd for Internationalt Udviklingssamarbejde (2002-); Det Udenrigspolitiske Selskab (2003-) og dets forretningsudvalg (2004-); for Arab Reporters for Investigative Journalism, Amman (2006-).
- Ansvarshavende redaktør på det udenrigspolitiske tidsskrift Udenrigs, Det Udenrigspolitiske Selskab fra 2007.

## Ivrig debattør
Optræder blandt andet som kommentator på tv og radio om mellemøstlige forhold m.m.
Argumenterede forud og i forbindelse med Irakkrigen i 2003 for, at det moralsk var rigtigt at støde Saddam Hussein fra magten på grund af hans historisk grove krænkelser af menneskerettighederne[kilde mangler].
I forbindelse med krigen i Syrien efter Ruslands indtræden i 2015 argumenterede Jerichow for at Danmark skulle medvirke til at bombe syriske luftbaser og oprette sikre zoner.
Har deltaget i forskellige debatter om religion og gud, hvor han er fortaler for det verdslige samfund, ligesom han plæderer for at staten skal være religionsneutral.

## Priser
Tildelt u-landsjournalisters Nairobi-pris 2002[kilde mangler]